# Elliots Buntbarsch
Elliots Buntbarsch (Thorichthys maculipinnis, Synonym: Thorichthys ellioti Meek, 1904) ist eine von derzeit neun Arten in der Buntbarschgattung Thorichthys. Er kommt im Einzugsgebiet des Río Papaloapan in Mexiko vor und wurde nach dem US-amerikanischen Zoologen Daniel Giraud Elliot benannt.

## Merkmale
Elliots Buntbarsch hat einen hochrückigen, seitlich abgeflachten Körper, einen spitz zulaufenden Kopf und erreicht eine maximale Standardlänge von 15 cm. Er ist grau bis beigefarben gefärbt, der Bauch ist rötlich. Auf den Körperseiten befinden sich sechs dunkle Querstreifen, die hin und wieder auch nur wenig zu sehen sind. Auf dem dritten Querstreifen befindet sich ein deutlich hervortretender dunkler Fleck. Ein weiterer schwarzer Fleck liegt auf der unteren Ecke des Kiemendeckels. Die Wangen, der untere Kiemendeckel, die untere Körperhälfte und die unpaaren Flossen sind mit blauen, glänzenden Flecken gemustert. Der Rand von Rücken- und Afterflosse ist rötlich, gefolgt von einem hellblauen Streifen darunter bzw. darüber. Verglichen mit anderen Thorichthys-Arten ist die Rückenflosse von Elliots Buntbarsch relativ niedrig und die blauen Glanzfleck im unteren Kopfbereich sind größer. Weibliche Tiere sind bereits vor Eintritt der Geschlechtsreife äußerlich leicht an einem graublauen Dorsalfleck im ersten Drittel der Rückenflosse zu erkennen.
- Flossenformel: Dorsale XV–XVII/7–9, Anale VII–VIII/6–7.[3]
- Kiemenrechen: 11–12.

## Lebensraum und Fortpflanzung
Elliots Buntbarsch lebt in Bächen, Flüssen und stehenden Gewässern im Stromgebiet des Río Papaloapan in Mexiko. Die Gewässer haben einen sandigen, steinigen oder schlammigen Bodengrund, sind teilweise trüb und dicht mit Schilf, Schwimmpflanzen (Wasserhyazinthen) und Algen bewachsen. Dort leben auch Salmler der Gattung Astyanax und Schwertträger (Xiphophorus hellerii). Wie alle Thorichthys-Arten ist Elliots Buntbarsch ein Substratlaicher, der seinen Laich meist auf einen flachen Stein deponiert. Beide Eltern pflegen und bewachen Eier und Jungfische.